# 小行星3476
小行星3476，又称为东莞星，是由紫金山天文台在1978年10月28日发现的主带小行星。
小行星3476在1997年正式以东莞市命名。